# Bohuslänska

Bohuslänska är den dialekten som talas i Bohuslän

Bohuslänska är de svenska, och förr i tiden även norska dialekter som talas i landskapet Bohuslän. Bohuslänska räknas till götamålen och har många drag gemensamma med norska dialekter, särskilt i norra delarna av landskapet. Landskapet var en del av Norge fram till 1658, vilket också återspeglas i språket. Samtidigt har dialekterna tydliga influenser från målen i Halland och Västergötland.
Fram till 1658 var landskapet uppdelat i två administrativa områden, Ranrikesyssla eller Viken i norr och Älvsyssla i söder. Den här uppdelningen har haft stor inverkan på kulturlandskapet och därmed dialekterna i Bohuslän, t.ex. har man använt skilda redskap och metoder vid fiske och bebyggelsen skiljer sig åt mellan södra och norra Bohuslän. Gränsen mellan de båda administrativa områdena gick i höjd med Uddevalla och Havstensfjorden, vilket också utgör ungefärlig gränslinje för många dialektala skillnader.

## Kännetecken

### Ljudbildning
Bohuslän är ett gränslandskap, och många drag i dialekterna är gemensamma med de norska dialekterna på andra sidan riksgränsen. I många ord där svenska standardspråket har o och norskan har u, följer bohuslänskan det norska uttalet i Östfold, i ord som ku ('ko'), bru ('bro'), knuge ('knoge') och tru ('tro'). Gammalt kort e har i östnordiska språk övergått till jä framför ändelse-a (som ofta har fallit bort), men i Bohuslän kvarstår e i ord som stela ('stjäla') och stert ('stjärt'). På samma sätt som i väster har kort a-ljud i vissa fall övergått till ett å-ljud eller kort öppet a-ljud genom u-omljud, t.ex: vall blir våll och trast blir tråst.
Konsonantkombinationerna mp, nk och nt blir ofta pp, kk och tt genom nasalassimilation på samma sätt som i Norge: bratt ('brant'), sopp ('svamp'), dräkka ('dränka' lin). Samtidigt kvarstår många icke-assimilerade former, till exempel drunkna där många andra västsvenska dialekter har drokkna eller drukkna.
Gullmarsfjorden fungerar som gränslinje för många särdrag som skiljer sig åt mellan norr och söder. I de södra delarna uttalas kort a framför ck på samma sätt som i standardspråkets backe, jämfört med i norr där uttalet är med mörkt a, som i standardspråket bara finns som lång vokal. I norr har gammalt långt e-ljud på samma sätt som i yttre Östfold bevarats i slutet av ord där uttalet i söder har ä, t.ex. tre ('trä') och kne ('knä'). Detta drag finns även i Dalsland och delar av Värmland. Ett tydligt särdrag för Bohuslän som helhet är att i och y kan uttalas med ett spetsigt ljud, i söder med ett spetsigt och surrande ljud som brukar kallas för Viby-i.
De södra och norra delarna av Bohuslän skiljer sig också åt när det gäller konsonanterna. I södra Bohuslän uttalas kombinationerna sk, sj och stj alltid som s+k, det heter alltså Skerhamn ('Skärhamn') med samma initiala konsonantuttal som i standardspråkets skata. Övergången från p, k, t till b, g, d efter lång vokal som ytterst troligen härrör från Själland har fått fäste längs hela den kustremsa som låg under dansk administration före 1658, även i Bohuslän och den del av Sörlandskusten i Norge som kallas bløde kyststriba. Här heter det alltså båd ('båt'), greb ('grep') och vig ('vik'). Ett annat kännetecken som kommer söderifrån är att g uttalas som w efter bakre vokal och som j efter främre vokal, t.ex. blir hage till hawe och väg blir till väj.
Övriga särdrag hos bohuslänskan[källa behövs]:
- Kombinationen va blir å efter k och s, t.ex: kvart blir kårt och sått istället för svart.
- Liksom i norskan har bohuslänskan hårt l-ljud och är den enda dialekten i svenskan som har hårt l-jud.
- Liksom de flesta norra götamålen blir "rd" till "l", fast hårt l-ljud i detta fall.
- Långt ö-ljud uttalas öppet, som [ɶː].
- Standardsvenskans korta u-ljud har sänkts till ett o-ljud genom "a-omljud", t.ex: kulle blir kolle och hult blir till holt.

### Böjningsformer
När det gäller substantivens böjningsformer skiljer sig norra och södra Bohuslän starkt åt. Feminina substantiv i singularis och neutrala substantiv i pluralis får ändelsen -a i söder jämfört med -e i norr. I söder heter det alltså i likhet med många andra dialekter sänga ('sängen'), sola ('solen') och broa ('bron'), jämfört med sänge, sole och broe i norr. Ett stort sydsvenskt område har bortfall av -r i pluralformer av t.ex. hästar och backar, men i norra Bohuslän kvarstår detta -r. En egenhet i de norra delarna är att ord som annars slutar på -er i plural kan få ändelsen -ar, t.ex. ruddar ('rötter') och nättar/näddar ('nätter').

### Exempel på ord och uttryck
| Bohuslänska | Standardsvenska            | Exempel |
| ----------- | -------------------------- | ------- |
| attre       | ångra                      |         |
| baffe       | torskrom                   |         |
| bänne       | folkhop                    |         |
| bôleverk    | otympligt objekt, schabrak |         |
| Bôn         | Botten                     |         |
| divla       | diskutera                  |         |
| dridd       | skräp                      |         |
| etter       | efter                      |         |
| febbla      | fumla                      |         |
| fomme       | stolle                     |         |
| färt        | hemskt                     |         |
| gresk       | ilsken                     |         |
| herra       | yra                        |         |
| hôrr å en   | var och en                 |         |
| hôssel      | strumpa                    |         |
| jômmel      | genom                      |         |
| lomme       | ficka                      |         |
| lådda       | låda                       |         |
| masa        | tjata, snacka mycket       |         |
| nålåver     | norrut                     |         |
| peltónge    | pojke                      |         |
| puste       | arbetspass                 |         |
| sassa       | prata strunt               |         |
| si          | säga                       |         |
| språga      | tala                       |         |
| togge       | tagit (supinum av "ta")    |         |
| tössonge    | flicka                     |         |
| vanvôla     | misshushålla               |         |
| å gåle      | iväg                       |         |
| ölägg       | utlägg                     |         |